# Ernst Federn
Ernst Federn, né le 26 août 1914 à Vienne, ville où il meurt le 24 juin 2007, est un pédagogue et un psychanalyste. Il est co-éditeur des Minutes de la Société psychanalytique de Vienne avec Herman Nunberg.

## Éléments biographiques
Il est le fils du psychanalyste autrichien Paul Federn. Durant sa jeunesse, il s'est engagé politiquement dans un parti social-démocrate, souhaitant par ailleurs marier freudisme et marxisme, « tout en ayant une sympathie profonde envers Léon Trotski (1879-1940) et Rosa Luxemburg (1871-1919) ».
Très tôt il a fréquenté les milieux psychanalytiques, il se déclarait d'ailleurs « psychanalyste de naissance », de la capitale de l'Autriche par l'entremise de son père. « En 1935, il fut interné dans des camps de concentration, après avoir combattu dans les soulèvements de la "Vienne Rouge". Auparavant il avait été le secrétaire de son père, s'immergeant ainsi dans la saga freudienne des origines ».

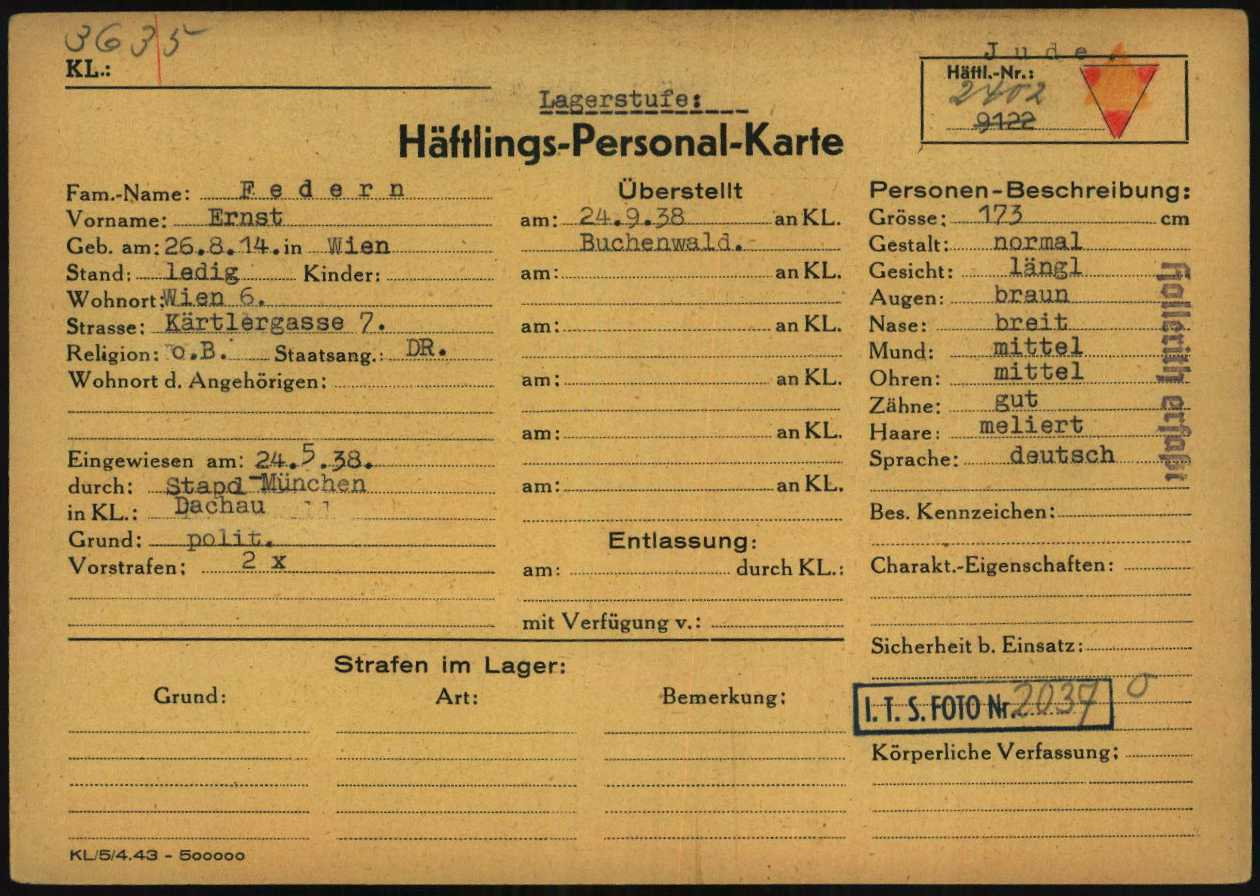
Carte d'enregistrement de Ernst Federn en tant que prisonnier au camp de concentration nazi de Buchenwald

Ernst Federn émigra aux États-Unis après avoir été interné à Dachau et Buchenwald en raison de ses opinions politiques et de son origine juive. À Buchenwald, il rencontra Bruno Bettelheim. Il raconta par la suite qu'il[Qui ?] était devenu « une sorte de “psychanalyste de camp”, allant même jusqu'à donner des conférences sur le sujet ».
Arrivé aux États-Unis en 1948, il fut analysé par Herman Nunberg, lui-même ancien analysant de Paul Federn.
Après la guerre et sa libération par l'armée américaine en 1945, il s'était rendu à Bruxelles et avait travaillé pour la Croix-Rouge, « mandaté pour réaliser un projet d'hygiène mentale aux anciens déportés ». Aux États-Unis, il a travaillé comme éducateur avec des adolescents en difficulté et il a écrit notamment sur des questions liées au génocide ou à la psychanalyse.
Il est revenu à Vienne en 1972 « pour pratiquer la psychanalyse sans jamais avoir été membre de l'Association psychanalytique internationale ».

### Œuvres de Ernst Federn
- Ernst Federn (trad. de l'anglais), Témoin de la psychanalyse : de Vienne à Vienne via Buchenwald et les Etats-Unis, Paris, Presses universitaires de France, 1994, 340 p. (ISBN 2-13-046005-4).
- (de) Ein Lebenskünstler – Ernst Federn, Pionier der kollektiv orientierten Psychoanalyse

#### Comme éditeur
- Coéditeur avec Hermann Nunberg des Minutes de la Société psychanalytique de Vienne (Minutes of the Vienna Psychoanalytic Society, New York: International Universities Press 1962–1976; Protokolle der Wiener Psychoanalytischen Vereinigung. Bd. I – IV. S. Fischer, Frankfurt am Main 1976 -1981; Traduction française sous le titre Les premiers psychanalystes. Minutes de la Société psychanalytique de Vienne, Paris, Gallimard, Vol. I-IV, 1976-1983).

### Sur Ernst Federn
- Guillaume Surena : Ernst Federn trotskiste et psychanalyste à Buchenwald in Journal de l'AIHP, no  26, automne 1998.
- Élisabeth Roudinesco et Michel Plon, Dictionnaire de la psychanalyse, Entrée « Ernst Federn (1914-2007) », Paris, Fayard, 1997, 2000, 2006 et 2011 pour l'édition citée dans le Livre de Poche / La Pochothèque.  (ISBN 978-2-253-08854-7)